# Kvalspelet till U21-Europamästerskapet i fotboll 2023 (grupp A)
Kvalspelet till U21-Europamästerskapet i fotboll 2023 (grupp A) bestod av sex lag: Kroatien, Österrike, Norge, Finland, Azerbajdzjan och Estland. Lagindelningen i de nio grupperna i gruppspelet bestämdes genom en lottning på Uefas högkvarter i Nyon, Schweiz den 28 januari 2021.

## Tabell
| Nr | Lag          | S  | V | O | F  | GM | IM | MS  | P  |
| -- | ------------ | -- | - | - | -- | -- | -- | --- | -- |
| 1  | Norge        | 10 | 8 | 0 | 2  | 26 | 11 | +15 | 24 |
| 2  | Kroatien     | 10 | 7 | 1 | 2  | 25 | 10 | +15 | 22 |
| 3  | Finland      | 10 | 6 | 1 | 3  | 18 | 13 | +5  | 19 |
| 4  | Österrike    | 10 | 5 | 1 | 4  | 22 | 13 | +9  | 16 |
| 5  | Azerbajdzjan | 10 | 2 | 1 | 7  | 12 | 24 | −12 | 7  |
| 6  | Estland      | 10 | 0 | 0 | 10 | 0  | 32 | −32 | 0  |

## Matcher
|             | 8 juni 2021 | Österrike                        | 2 – 0           | Estland | Keine Sorgen Arena                                        |                                                           |
| 19:10 UTC+2 | 19:10 UTC+2 | Romano Schmid 7′ Yusuf Demir 56′ | (1 – 0) Rapport |         | Ried im Innkreis Publik: 1 080 Domare: Genc Nuza (Kosovo) | Ried im Innkreis Publik: 1 080 Domare: Genc Nuza (Kosovo) |
| 19:10 UTC+2 | 19:10 UTC+2 |                                  |                 |         | Ried im Innkreis Publik: 1 080 Domare: Genc Nuza (Kosovo) | Ried im Innkreis Publik: 1 080 Domare: Genc Nuza (Kosovo) |
| 19:10 UTC+2 | 19:10 UTC+2 |                                  |                 |         | Ried im Innkreis Publik: 1 080 Domare: Genc Nuza (Kosovo) | Ried im Innkreis Publik: 1 080 Domare: Genc Nuza (Kosovo) |

|             | 2 september 2021 | Kroatien                      | 2 – 0           | Azerbajdzjan | Stadion Radnik                                            |                                                           |
| 19:00 UTC+2 | 19:00 UTC+2      | Luka Sučić 10′ Roko Šimić 24′ | (2 – 0) Rapport |              | Velika Gorica Publik: 753 Domare: Denys Shurman (Ukraina) | Velika Gorica Publik: 753 Domare: Denys Shurman (Ukraina) |
| 19:00 UTC+2 | 19:00 UTC+2      |                               |                 |              | Velika Gorica Publik: 753 Domare: Denys Shurman (Ukraina) | Velika Gorica Publik: 753 Domare: Denys Shurman (Ukraina) |
| 19:00 UTC+2 | 19:00 UTC+2      |                               |                 |              | Velika Gorica Publik: 753 Domare: Denys Shurman (Ukraina) | Velika Gorica Publik: 753 Domare: Denys Shurman (Ukraina) |

|             | 3 september 2021 | Estland | 0 – 3           | Finland                                                     | Pärnu Rannastaadion                                      |                                                          |
| 19:00 UTC+3 | 19:00 UTC+3      |         | (0 – 1) Rapport | 29′ Anthony Olusanya 49′ (sjm.) Mattias Sapp 75′ Eetu Mömmö | Pärnu Publik: 300 Domare: Goga Kikacheishvili (Georgien) | Pärnu Publik: 300 Domare: Goga Kikacheishvili (Georgien) |
| 19:00 UTC+3 | 19:00 UTC+3      |         |                 |                                                             | Pärnu Publik: 300 Domare: Goga Kikacheishvili (Georgien) | Pärnu Publik: 300 Domare: Goga Kikacheishvili (Georgien) |
| 19:00 UTC+3 | 19:00 UTC+3      |         |                 |                                                             | Pärnu Publik: 300 Domare: Goga Kikacheishvili (Georgien) | Pärnu Publik: 300 Domare: Goga Kikacheishvili (Georgien) |

|             | 3 september 2021 | Norge                                                   | 3 – 1           | Österrike             | Marienlyst Stadion                                      |                                                         |
| 18:00 UTC+2 | 18:00 UTC+2      | Jørgen Strand Larsen 17′ Noah Holm 60′ Erik Botheim 84′ | (1 – 1) Rapport | 13′ Chukwubuike Adamu | Drammen Publik: 360 Domare: Matthew De Gabriele (Malta) | Drammen Publik: 360 Domare: Matthew De Gabriele (Malta) |
| 18:00 UTC+2 | 18:00 UTC+2      |                                                         |                 |                       | Drammen Publik: 360 Domare: Matthew De Gabriele (Malta) | Drammen Publik: 360 Domare: Matthew De Gabriele (Malta) |
| 18:00 UTC+2 | 18:00 UTC+2      |                                                         |                 |                       | Drammen Publik: 360 Domare: Matthew De Gabriele (Malta) | Drammen Publik: 360 Domare: Matthew De Gabriele (Malta) |

|             | 7 september 2021 | Finland | 0 – 2           | Kroatien                                 | Raatin stadion                                           |                                                          |
| 18:00 UTC+3 | 18:00 UTC+3      |         | (0 – 0) Rapport | 73′ (str.) Luka Sučić 87′ Marin Ljubičić | Uleåborg Publik: 2 903 Domare: Vitor Ferreira (Portugal) | Uleåborg Publik: 2 903 Domare: Vitor Ferreira (Portugal) |
| 18:00 UTC+3 | 18:00 UTC+3      |         |                 |                                          | Uleåborg Publik: 2 903 Domare: Vitor Ferreira (Portugal) | Uleåborg Publik: 2 903 Domare: Vitor Ferreira (Portugal) |
| 18:00 UTC+3 | 18:00 UTC+3      |         |                 |                                          | Uleåborg Publik: 2 903 Domare: Vitor Ferreira (Portugal) | Uleåborg Publik: 2 903 Domare: Vitor Ferreira (Portugal) |

|             | 7 september 2021 | Österrike                                                                             | 6 – 0           | Azerbajdzjan | Keine Sorgen Arena                                           |                                                              |
| 18:00 UTC+2 | 18:00 UTC+2      | Chukwubuike Adamu 3′, 40′ Emanuel Aiwu 19′ Romano Schmid 85′ Tobias Anselm 90′, 90+3′ | (3 – 0) Rapport |              | Ried im Innkreis Publik: 950 Domare: Amin Kurgheli (Belarus) | Ried im Innkreis Publik: 950 Domare: Amin Kurgheli (Belarus) |
| 18:00 UTC+2 | 18:00 UTC+2      |                                                                                       |                 |              | Ried im Innkreis Publik: 950 Domare: Amin Kurgheli (Belarus) | Ried im Innkreis Publik: 950 Domare: Amin Kurgheli (Belarus) |
| 18:00 UTC+2 | 18:00 UTC+2      |                                                                                       |                 |              | Ried im Innkreis Publik: 950 Domare: Amin Kurgheli (Belarus) | Ried im Innkreis Publik: 950 Domare: Amin Kurgheli (Belarus) |

|             | 7 september 2021 | Estland | 0 – 5           | Norge                                                                        | Pärnu Rannastaadion                           |                                               |
| 19:00 UTC+3 | 19:00 UTC+3      |         | (0 – 3) Rapport | 5′, 8′ Emil Konradsen Ceide 12′ Noah Jean Holm 52′ Håkon Evjen 90+2′ Palumbo | Pärnu Publik: 63 Domare: Gergö Bogár (Ungern) | Pärnu Publik: 63 Domare: Gergö Bogár (Ungern) |
| 19:00 UTC+3 | 19:00 UTC+3      |         |                 |                                                                              | Pärnu Publik: 63 Domare: Gergö Bogár (Ungern) | Pärnu Publik: 63 Domare: Gergö Bogár (Ungern) |
| 19:00 UTC+3 | 19:00 UTC+3      |         |                 |                                                                              | Pärnu Publik: 63 Domare: Gergö Bogár (Ungern) | Pärnu Publik: 63 Domare: Gergö Bogár (Ungern) |

|             | 8 oktober 2021 | Kroatien                                        | 3 – 2           | Norge                                             | Stadion Varteks                                       |                                                       |
| 18:00 UTC+2 | 18:00 UTC+2    | Roko Šimić 2′ Luka Sučić 16′ Mario Vušković 57′ | (2 – 0) Rapport | 55′ Sebastian Sebulonsen 58′ Emil Konradsen Ceide | Varaždin Publik: 718 Domare: Yaroslav Kozyk (Ukraina) | Varaždin Publik: 718 Domare: Yaroslav Kozyk (Ukraina) |
| 18:00 UTC+2 | 18:00 UTC+2    |                                                 |                 |                                                   | Varaždin Publik: 718 Domare: Yaroslav Kozyk (Ukraina) | Varaždin Publik: 718 Domare: Yaroslav Kozyk (Ukraina) |
| 18:00 UTC+2 | 18:00 UTC+2    |                                                 |                 |                                                   | Varaždin Publik: 718 Domare: Yaroslav Kozyk (Ukraina) | Varaždin Publik: 718 Domare: Yaroslav Kozyk (Ukraina) |

|             | 8 oktober 2021 | Azerbajdzjan                | 1 – 1           | Finland                    | Kapital Bank Arena                                     |                                                        |
| 20:30 UTC+4 | 20:30 UTC+4    | Viljami Sinisalo 86′ (sjm.) | (0 – 0) Rapport | 75′ (sjm.) Arsen Agcabayov | Sumqayıt Publik: 150 Domare: Viktor Shimusik (Belarus) | Sumqayıt Publik: 150 Domare: Viktor Shimusik (Belarus) |
| 20:30 UTC+4 | 20:30 UTC+4    |                             |                 |                            | Sumqayıt Publik: 150 Domare: Viktor Shimusik (Belarus) | Sumqayıt Publik: 150 Domare: Viktor Shimusik (Belarus) |
| 20:30 UTC+4 | 20:30 UTC+4    |                             |                 |                            | Sumqayıt Publik: 150 Domare: Viktor Shimusik (Belarus) | Sumqayıt Publik: 150 Domare: Viktor Shimusik (Belarus) |

|             | 8 oktober 2021 | Estland | 0 – 4           | Österrike                                                                 | Pärnu Rannastaadion                                    |                                                        |
| 20:00 UTC+3 | 20:00 UTC+3    |         | (0 – 2) Rapport | 16′ Alexander Prass 22′ (str.), 53′ Chukwubuike Adamu 65′ Nicolas Seiwald | Pärnu Publik: 153 Domare: Veaceslav Banari (Moldavien) | Pärnu Publik: 153 Domare: Veaceslav Banari (Moldavien) |
| 20:00 UTC+3 | 20:00 UTC+3    |         |                 |                                                                           | Pärnu Publik: 153 Domare: Veaceslav Banari (Moldavien) | Pärnu Publik: 153 Domare: Veaceslav Banari (Moldavien) |
| 20:00 UTC+3 | 20:00 UTC+3    |         |                 |                                                                           | Pärnu Publik: 153 Domare: Veaceslav Banari (Moldavien) | Pärnu Publik: 153 Domare: Veaceslav Banari (Moldavien) |

|             | 12 oktober 2021 | Norge                                                             | 3 – 0           | Estland | Marienlyst Stadion                                    |                                                       |
| 18:00 UTC+2 | 18:00 UTC+2     | Tobias Christensen 4′ Jørgen Strand Larsen 52′ Martin Palumbo 73′ | (1 – 0) Rapport |         | Drammen Publik: 228 Domare: Jason Barcelo (Gibraltar) | Drammen Publik: 228 Domare: Jason Barcelo (Gibraltar) |
| 18:00 UTC+2 | 18:00 UTC+2     |                                                                   |                 |         | Drammen Publik: 228 Domare: Jason Barcelo (Gibraltar) | Drammen Publik: 228 Domare: Jason Barcelo (Gibraltar) |
| 18:00 UTC+2 | 18:00 UTC+2     |                                                                   |                 |         | Drammen Publik: 228 Domare: Jason Barcelo (Gibraltar) | Drammen Publik: 228 Domare: Jason Barcelo (Gibraltar) |

|             | 12 oktober 2021 | Azerbajdzjan             | 1 – 5           | Kroatien                                                         | Kapital Bank Arena                                   |                                                      |
| 20:30 UTC+4 | 20:30 UTC+4     | Musa Gurbanlı 55′ (str.) | (0 – 4) Rapport | 9′, 13′, 44′ (str.) Roko Šimić 25′ Nikola Soldo 81′ Josip Šutalo | Sumqayıt Publik: 120 Domare: Ondřej Berka (Tjeckien) | Sumqayıt Publik: 120 Domare: Ondřej Berka (Tjeckien) |
| 20:30 UTC+4 | 20:30 UTC+4     |                          |                 |                                                                  | Sumqayıt Publik: 120 Domare: Ondřej Berka (Tjeckien) | Sumqayıt Publik: 120 Domare: Ondřej Berka (Tjeckien) |
| 20:30 UTC+4 | 20:30 UTC+4     |                          |                 |                                                                  | Sumqayıt Publik: 120 Domare: Ondřej Berka (Tjeckien) | Sumqayıt Publik: 120 Domare: Ondřej Berka (Tjeckien) |

|             | 12 oktober 2021 | Finland                                  | 3 – 1           | Österrike      | Tammerfors stadion                                             |                                                                |
| 19:30 UTC+3 | 19:30 UTC+3     | Naatan Skyttä 19′, 58′ Oliver Antman 86′ | (1 – 0) Rapport | 68′ Leo Greiml | Tammerfors Publik: 1 594 Domare: Zaven Hovhannisyan (Armenien) | Tammerfors Publik: 1 594 Domare: Zaven Hovhannisyan (Armenien) |
| 19:30 UTC+3 | 19:30 UTC+3     |                                          |                 |                | Tammerfors Publik: 1 594 Domare: Zaven Hovhannisyan (Armenien) | Tammerfors Publik: 1 594 Domare: Zaven Hovhannisyan (Armenien) |
| 19:30 UTC+3 | 19:30 UTC+3     |                                          |                 |                | Tammerfors Publik: 1 594 Domare: Zaven Hovhannisyan (Armenien) | Tammerfors Publik: 1 594 Domare: Zaven Hovhannisyan (Armenien) |

|             | 11 november 2021 | Kroatien                        | 2 – 0           | Estland | Aldo Drosina-stadion                             |                                                  |
| 18:00 UTC+1 | 18:00 UTC+1      | Roko Šimić 39′ Jurica Pršir 62′ | (1 – 0) Rapport |         | Pula Publik: 548 Domare: Ishmael Barbara (Malta) | Pula Publik: 548 Domare: Ishmael Barbara (Malta) |
| 18:00 UTC+1 | 18:00 UTC+1      |                                 |                 |         | Pula Publik: 548 Domare: Ishmael Barbara (Malta) | Pula Publik: 548 Domare: Ishmael Barbara (Malta) |
| 18:00 UTC+1 | 18:00 UTC+1      |                                 |                 |         | Pula Publik: 548 Domare: Ishmael Barbara (Malta) | Pula Publik: 548 Domare: Ishmael Barbara (Malta) |

|             | 12 november 2021 | Azerbajdzjan | 0 – 3           | Österrike                                      | Bakcell Arena                                     |                                                   |
| 20:00 UTC+4 | 20:00 UTC+4      |              | (0 – 1) Rapport | 42′ Emanuel Aiwu 72′ (str.), 75′ Romano Schmid | Baku Publik: 70 Domare: Miloš Milanović (Serbien) | Baku Publik: 70 Domare: Miloš Milanović (Serbien) |
| 20:00 UTC+4 | 20:00 UTC+4      |              |                 |                                                | Baku Publik: 70 Domare: Miloš Milanović (Serbien) | Baku Publik: 70 Domare: Miloš Milanović (Serbien) |
| 20:00 UTC+4 | 20:00 UTC+4      |              |                 |                                                | Baku Publik: 70 Domare: Miloš Milanović (Serbien) | Baku Publik: 70 Domare: Miloš Milanović (Serbien) |

|             | 12 november 2021 | Norge                                               | 3 – 1           | Finland           | Marienlyst Stadion                                                  |                                                                     |
| 18:00 UTC+1 | 18:00 UTC+1      | Jørgen Strand Larsen 55′, 67′ (str.) Johan Hove 89′ | (0 – 0) Rapport | 74′ Anssi Suhonen | Drammen Publik: 407 Domare: Mads-Kristoffer Kristoffersen (Danmark) | Drammen Publik: 407 Domare: Mads-Kristoffer Kristoffersen (Danmark) |
| 18:00 UTC+1 | 18:00 UTC+1      |                                                     |                 |                   | Drammen Publik: 407 Domare: Mads-Kristoffer Kristoffersen (Danmark) | Drammen Publik: 407 Domare: Mads-Kristoffer Kristoffersen (Danmark) |
| 18:00 UTC+1 | 18:00 UTC+1      |                                                     |                 |                   | Drammen Publik: 407 Domare: Mads-Kristoffer Kristoffersen (Danmark) | Drammen Publik: 407 Domare: Mads-Kristoffer Kristoffersen (Danmark) |

|             | 15 november 2021 | Finland        | 1 – 0           | Estland | Arto Tolsa arena                                     |                                                      |
| 18:30 UTC+2 | 18:30 UTC+2      | Eetu Mömmö 31′ | (1 – 0) Rapport |         | Kotka Publik: 907 Domare: Georgi Davidov (Bulgarien) | Kotka Publik: 907 Domare: Georgi Davidov (Bulgarien) |
| 18:30 UTC+2 | 18:30 UTC+2      |                |                 |         | Kotka Publik: 907 Domare: Georgi Davidov (Bulgarien) | Kotka Publik: 907 Domare: Georgi Davidov (Bulgarien) |
| 18:30 UTC+2 | 18:30 UTC+2      |                |                 |         | Kotka Publik: 907 Domare: Georgi Davidov (Bulgarien) | Kotka Publik: 907 Domare: Georgi Davidov (Bulgarien) |

|             | 16 november 2021 | Azerbajdzjan           | 1 – 2           | Norge                            | Bakcell Arena                                      |                                                    |
| 20:00 UTC+4 | 20:00 UTC+4      | Ismayil Zulfugarli 80′ | (0 – 1) Rapport | 4′ Johan Hove 53′ Osame Sahraoui | Baku Publik: 95 Domare: Vassilis Fotias (Grekland) | Baku Publik: 95 Domare: Vassilis Fotias (Grekland) |
| 20:00 UTC+4 | 20:00 UTC+4      |                        |                 |                                  | Baku Publik: 95 Domare: Vassilis Fotias (Grekland) | Baku Publik: 95 Domare: Vassilis Fotias (Grekland) |
| 20:00 UTC+4 | 20:00 UTC+4      |                        |                 |                                  | Baku Publik: 95 Domare: Vassilis Fotias (Grekland) | Baku Publik: 95 Domare: Vassilis Fotias (Grekland) |

|             | 16 november 2021 | Österrike         | 1 – 3           | Kroatien                                                     | Keine Sorgen Arena                                                 |                                                                    |
| 20:30 UTC+1 | 20:30 UTC+1      | Romano Schmid 67′ | (0 – 2) Rapport | 14′ Lukas Kačavenda 41′ Bartol Franjić 55′ (str.) Luka Sučić | Ried im Innkreis Publik: 1 300 Domare: Mohammed Al-Hakim (Sverige) | Ried im Innkreis Publik: 1 300 Domare: Mohammed Al-Hakim (Sverige) |
| 20:30 UTC+1 | 20:30 UTC+1      |                   |                 |                                                              | Ried im Innkreis Publik: 1 300 Domare: Mohammed Al-Hakim (Sverige) | Ried im Innkreis Publik: 1 300 Domare: Mohammed Al-Hakim (Sverige) |
| 20:30 UTC+1 | 20:30 UTC+1      |                   |                 |                                                              | Ried im Innkreis Publik: 1 300 Domare: Mohammed Al-Hakim (Sverige) | Ried im Innkreis Publik: 1 300 Domare: Mohammed Al-Hakim (Sverige) |

|             | 25 mars 2022 | Azerbajdzjan                                   | 3 – 0           | Estland | Kapital Bank Arena                                     |                                                        |
| 19:00 UTC+4 | 19:00 UTC+4  | Musa Gurbanlı 44′, 66′ Abdulakh Khaibulaev 88′ | (1 – 0) Rapport |         | Sumqayıt Publik: 1 080 Domare: David Munro (Skottland) | Sumqayıt Publik: 1 080 Domare: David Munro (Skottland) |
| 19:00 UTC+4 | 19:00 UTC+4  |                                                |                 |         | Sumqayıt Publik: 1 080 Domare: David Munro (Skottland) | Sumqayıt Publik: 1 080 Domare: David Munro (Skottland) |
| 19:00 UTC+4 | 19:00 UTC+4  |                                                |                 |         | Sumqayıt Publik: 1 080 Domare: David Munro (Skottland) | Sumqayıt Publik: 1 080 Domare: David Munro (Skottland) |

|             | 25 mars 2022 | Kroatien | 0 – 0   | Österrike | Stadion Varteks                                                |                                                                |
| 18:00 UTC+1 | 18:00 UTC+1  |          | Rapport |           | Varaždin Publik: 2 000 Domare: Manfredas Lukjancukas (Litauen) | Varaždin Publik: 2 000 Domare: Manfredas Lukjancukas (Litauen) |
| 18:00 UTC+1 | 18:00 UTC+1  |          |         |           | Varaždin Publik: 2 000 Domare: Manfredas Lukjancukas (Litauen) | Varaždin Publik: 2 000 Domare: Manfredas Lukjancukas (Litauen) |
| 18:00 UTC+1 | 18:00 UTC+1  |          |         |           | Varaždin Publik: 2 000 Domare: Manfredas Lukjancukas (Litauen) | Varaždin Publik: 2 000 Domare: Manfredas Lukjancukas (Litauen) |

|             | 29 mars 2022 | Österrike                               | 2 – 1           | Norge              | Keine Sorgen Arena                                            |                                                               |
| 18:00 UTC+2 | 18:00 UTC+2  | Romano Schmid 11′ Chukwubuike Adamu 48′ | (1 – 0) Rapport | 42′ Noah Jean Holm | Ried im Innkreis Publik: 1 015 Domare: Morten Krogh (Danmark) | Ried im Innkreis Publik: 1 015 Domare: Morten Krogh (Danmark) |
| 18:00 UTC+2 | 18:00 UTC+2  |                                         |                 |                    | Ried im Innkreis Publik: 1 015 Domare: Morten Krogh (Danmark) | Ried im Innkreis Publik: 1 015 Domare: Morten Krogh (Danmark) |
| 18:00 UTC+2 | 18:00 UTC+2  |                                         |                 |                    | Ried im Innkreis Publik: 1 015 Domare: Morten Krogh (Danmark) | Ried im Innkreis Publik: 1 015 Domare: Morten Krogh (Danmark) |

|             | 29 mars 2022 | Kroatien                       | 2 – 3           | Finland                                   | Stadion Varteks                                     |                                                     |
| 20:00 UTC+2 | 20:00 UTC+2  | Josip Šutalo 71′ Toni Fruk 87′ | (0 – 2) Rapport | 11′, 29′ Naatan Skyttä 45+3′ Terry Ablade | Varaždin Publik: 1 200 Domare: Ádám Farkas (Ungern) | Varaždin Publik: 1 200 Domare: Ádám Farkas (Ungern) |
| 20:00 UTC+2 | 20:00 UTC+2  |                                |                 |                                           | Varaždin Publik: 1 200 Domare: Ádám Farkas (Ungern) | Varaždin Publik: 1 200 Domare: Ádám Farkas (Ungern) |
| 20:00 UTC+2 | 20:00 UTC+2  |                                |                 |                                           | Varaždin Publik: 1 200 Domare: Ádám Farkas (Ungern) | Varaždin Publik: 1 200 Domare: Ádám Farkas (Ungern) |

|             | 3 juni 2022 | Norge                                                           | 3 – 2           | Kroatien                     | Marienlyst Stadion                                  |                                                     |
| 18:00 UTC+2 | 18:00 UTC+2 | Erik Botheim 37′ Jesper Daland 90+1′ Jørgen Strand Larsen 90+5′ | (1 – 1) Rapport | 5′ Luka Sučić 79′ Roko Šimić | Drammen Publik: 670 Domare: David Munro (Skottland) | Drammen Publik: 670 Domare: David Munro (Skottland) |
| 18:00 UTC+2 | 18:00 UTC+2 |                                                                 |                 |                              | Drammen Publik: 670 Domare: David Munro (Skottland) | Drammen Publik: 670 Domare: David Munro (Skottland) |
| 18:00 UTC+2 | 18:00 UTC+2 |                                                                 |                 |                              | Drammen Publik: 670 Domare: David Munro (Skottland) | Drammen Publik: 670 Domare: David Munro (Skottland) |

|             | 3 juni 2022 | Estland | 0 – 5           | Azerbajdzjan                                                                                 | Pärnu Rannastaadion                                  |                                                      |
| 19:00 UTC+2 | 19:00 UTC+2 |         | (0 – 2) Rapport | 3′, 33′ Musa Gurbanlı 49′ (str.) Rüfar Abdullazada 50′ Ceyhun Nuriyev 84′ Ismayil Zulfugarli | Pärnu Publik: 174 Domare: Robert Ian Jenkins (Wales) | Pärnu Publik: 174 Domare: Robert Ian Jenkins (Wales) |
| 19:00 UTC+2 | 19:00 UTC+2 |         |                 |                                                                                              | Pärnu Publik: 174 Domare: Robert Ian Jenkins (Wales) | Pärnu Publik: 174 Domare: Robert Ian Jenkins (Wales) |
| 19:00 UTC+2 | 19:00 UTC+2 |         |                 |                                                                                              | Pärnu Publik: 174 Domare: Robert Ian Jenkins (Wales) | Pärnu Publik: 174 Domare: Robert Ian Jenkins (Wales) |

|             | 3 juni 2022 | Österrike                                     | 2 – 3           | Finland                                                          | Keine Sorgen Arena                                           |                                                              |
| 18:00 UTC+2 | 18:00 UTC+2 | Romano Schmid 5′ (str.) Chukwubuike Adamu 76′ | (1 – 0) Rapport | 67′ Daniel Håkans 83′ Naatan Skyttä 89′ (str.) Julius Tauriainen | Ried im Innkreis Publik: 800 Domare: Adam Ladebäck (Sverige) | Ried im Innkreis Publik: 800 Domare: Adam Ladebäck (Sverige) |
| 18:00 UTC+2 | 18:00 UTC+2 |                                               |                 |                                                                  | Ried im Innkreis Publik: 800 Domare: Adam Ladebäck (Sverige) | Ried im Innkreis Publik: 800 Domare: Adam Ladebäck (Sverige) |
| 18:00 UTC+2 | 18:00 UTC+2 |                                               |                 |                                                                  | Ried im Innkreis Publik: 800 Domare: Adam Ladebäck (Sverige) | Ried im Innkreis Publik: 800 Domare: Adam Ladebäck (Sverige) |

|             | 7 juni 2022 | Finland                                             | 3 – 0           | Azerbajdzjan | Bolt Arena                                                   |                                                              |
| 16:00 UTC+3 | 16:00 UTC+3 | Naatan Skyttä 50′ Oliver Antman 55′ Agon Sadiku 79′ | (0 – 0) Rapport |              | Helsingfors Publik: 1 043 Domare: Jasmin Sabotic (Luxemburg) | Helsingfors Publik: 1 043 Domare: Jasmin Sabotic (Luxemburg) |
| 16:00 UTC+3 | 16:00 UTC+3 |                                                     |                 |              | Helsingfors Publik: 1 043 Domare: Jasmin Sabotic (Luxemburg) | Helsingfors Publik: 1 043 Domare: Jasmin Sabotic (Luxemburg) |
| 16:00 UTC+3 | 16:00 UTC+3 |                                                     |                 |              | Helsingfors Publik: 1 043 Domare: Jasmin Sabotic (Luxemburg) | Helsingfors Publik: 1 043 Domare: Jasmin Sabotic (Luxemburg) |

|             | 8 juni 2022 | Estland | 0 – 4           | Kroatien                                                              | Pärnu Rannastaadion                                      |                                                          |
| 19:00 UTC+2 | 19:00 UTC+2 |         | (0 – 3) Rapport | 7′ Gabriel Vidović 14′ Mario Vušković 41′ Antonio Marin 55′ Toni Fruk | Pärnu Publik: 262 Domare: Ashot Ghaltakhchyan (Armenien) | Pärnu Publik: 262 Domare: Ashot Ghaltakhchyan (Armenien) |
| 19:00 UTC+2 | 19:00 UTC+2 |         |                 |                                                                       | Pärnu Publik: 262 Domare: Ashot Ghaltakhchyan (Armenien) | Pärnu Publik: 262 Domare: Ashot Ghaltakhchyan (Armenien) |
| 19:00 UTC+2 | 19:00 UTC+2 |         |                 |                                                                       | Pärnu Publik: 262 Domare: Ashot Ghaltakhchyan (Armenien) | Pärnu Publik: 262 Domare: Ashot Ghaltakhchyan (Armenien) |

|             | 10 juni 2022 | Finland | 0 – 2           | Norge                                         | Veritas Stadion                                        |                                                        |
| 18:00 UTC+3 | 18:00 UTC+3  |         | (0 – 0) Rapport | 63′ Emil Konradsen Ceide 78′ Fredrik Oppegard | Åbo Publik: 2 333 Domare: Abdulkadir Bitigen (Turkiet) | Åbo Publik: 2 333 Domare: Abdulkadir Bitigen (Turkiet) |
| 18:00 UTC+3 | 18:00 UTC+3  |         |                 |                                               | Åbo Publik: 2 333 Domare: Abdulkadir Bitigen (Turkiet) | Åbo Publik: 2 333 Domare: Abdulkadir Bitigen (Turkiet) |
| 18:00 UTC+3 | 18:00 UTC+3  |         |                 |                                               | Åbo Publik: 2 333 Domare: Abdulkadir Bitigen (Turkiet) | Åbo Publik: 2 333 Domare: Abdulkadir Bitigen (Turkiet) |

|             | 14 juni 2022 | Norge                                     | 2 – 1           | Azerbajdzjan        | Marienlyst Stadion                                                 |                                                                    |
| 18:00 UTC+2 | 18:00 UTC+2  | Jørgen Strand Larsen 54′ Erik Botheim 77′ | (0 – 0) Rapport | 65′ Ildar Alekperov | Drammen Publik: 750 Domare: Luka Bilbija (Bosnien och Hercegovina) | Drammen Publik: 750 Domare: Luka Bilbija (Bosnien och Hercegovina) |
| 18:00 UTC+2 | 18:00 UTC+2  |                                           |                 |                     | Drammen Publik: 750 Domare: Luka Bilbija (Bosnien och Hercegovina) | Drammen Publik: 750 Domare: Luka Bilbija (Bosnien och Hercegovina) |
| 18:00 UTC+2 | 18:00 UTC+2  |                                           |                 |                     | Drammen Publik: 750 Domare: Luka Bilbija (Bosnien och Hercegovina) | Drammen Publik: 750 Domare: Luka Bilbija (Bosnien och Hercegovina) |

## Målskyttar
Det har gjorts 91 mål på 26 matcher, vilket ger ett snitt på 3,5 mål per match (uppdaterad per den 3 juni 2021).
7 mål
- Chukwubuike Adamu
- Romano Schmid
- Roko Šimić

5 mål
- Musa Gurbanlı
- Luka Sučić
- Naatan Skyttä
- Jørgen Strand Larsen

3 mål
- Emil Konradsen Ceide
- Noah Holm

2 mål
- Emanuel Aiwu
- Tobias Anselm
- Ismayil Zulfugarli
- Josip Šutalo
- Eetu Mömmö
- Erik Botheim
- Johan Hove
- Martin Palumbo

1 mål
- Yusuf Demir
- Leo Greiml
- Alexander Prass
- Nicolas Seiwald
- Rüfar Abdullazada
- Abdulakh Khaibulaev
- Ceyhun Nuriyev
- Bartol Franjić
- Toni Fruk
- Lukas Kačavenda
- Marin Ljubičić
- Jurica Pršir
- Nikola Soldo
- Mario Vušković
- Terry Ablade
- Oliver Antman
- Daniel Håkans
- Anthony Olusanya
- Anssi Suhonen
- Julius Tauriainen
- Tobias Christensen
- Jesper Daland
- Håkon Evjen
- Osame Sahraoui
- Sebastian Sebulonsen

1 självmål
- Arsen Agcabayov (mot Finland)
- Mattias Sapp (mot Finland)
- Viljami Sinisalo (mot Azerbajdzjan)